# Myliobatis californica
Myliobatis californica es una especie de pez de la familia Myliobatidae en el orden de los Rajiformes.

## Morfología
Los machos pueden llegar alcanzar los 180 cm de longitud total y 82,1 kg de peso.
Tiene un aguijón  venenoso en la cola.

## Reproducción
Es ovíparo.

## Alimentación
Come bivalvos, caracoles, poliquetos, gambas y cangrejos.

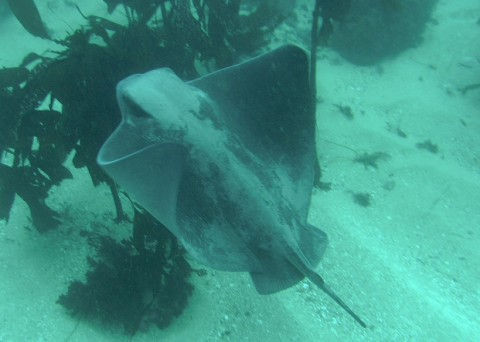

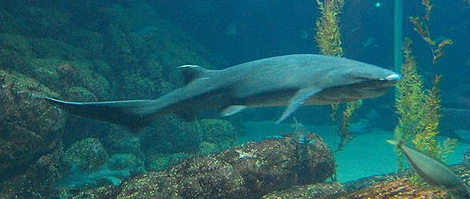
En las costas de Norteamérica es depredado por Notorynchus cepedianus.

## Hábitat
Es un pez de mar y de clima subtropical 43°N-5°S, 126°W-85°W) y demersal que vive entre 0-46 m de profundidad.

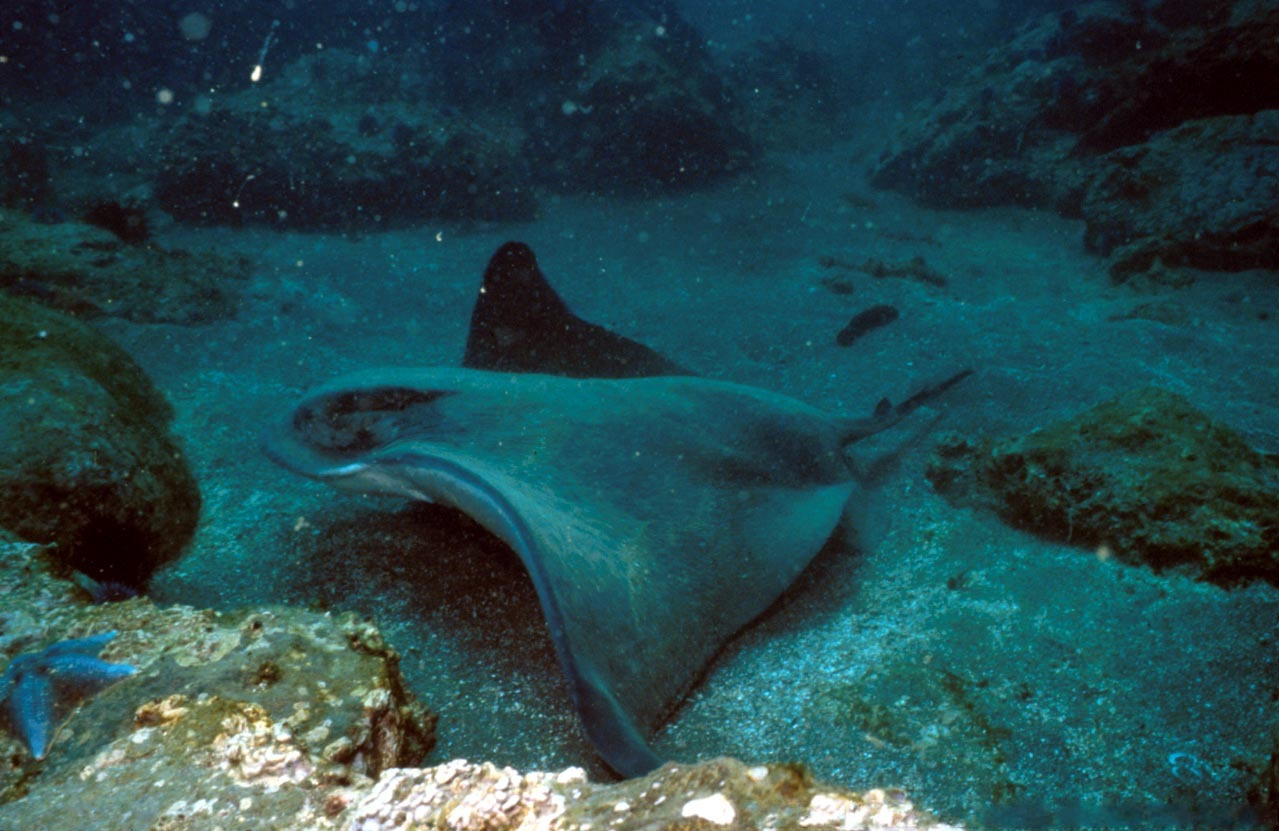

## Distribución geográfica
Se encuentra en el Océano Pacífico oriental: desde Oregón hasta el Golfo de California y las Islas Galápagos.

## Observaciones

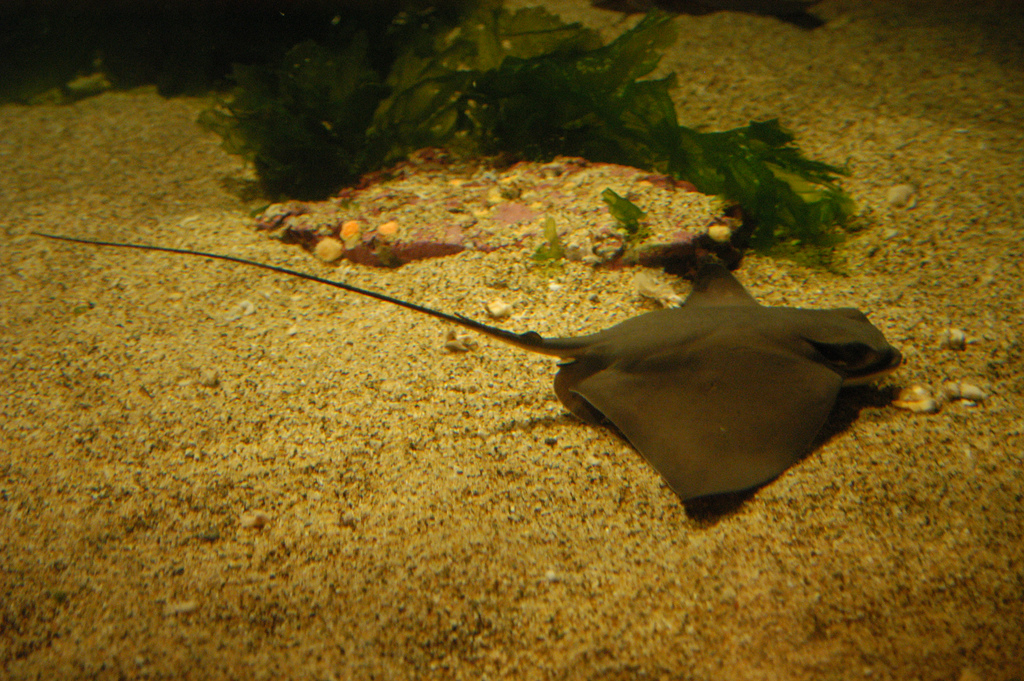

Es  venenoso para los humanos.